# Consejo Legislativo Palestino (Franja de Gaza)
El gobierno egipcio estableció un Consejo Legislativo Palestino en la Franja de Gaza en 1962, que duró hasta que fue disuelto por las autoridades israelíes en 1967. El Consejo reemplazó al Consejo Nacional de Palestina, disuelto varios años antes.

## Historia
En 1957, la Ley Básica de Gaza estableció un Consejo Legislativo Palestino que podría aprobar leyes que fueron entregadas al alto administrador general para su aprobación.
Esto se hizo como parte de la política del presidente egipcio Gamal Abdel Nasser de mostrar apoyo a la causa palestina. El consejo legislativo tenía 22 miembros elegidos en 1962, cuando se celebraron elecciones.